# Cupa României 1940-1941
La Cupa României 1940-1941 è stata l'ottava edizione della coppa nazionale, disputata tra il 16 ottobre 1940 e il 7 settembre 1941 e conclusa con la vittoria del Rapid Bucarest, al suo sesto titolo di cui cinque consecutivi.

## Qualificazioni
Coinvolsero i club non di Divizia A.

## Sedicesimi di finale
Gli incontri si sono disputati tra il 16 ottobre e l'8 novembre 1940.
| Squadra 1                 | Risultato  | Squadra 2                   |
| ------------------------- | ---------- | --------------------------- |
| Unirea Tricolor București | 3 - 2      | Militari București          |
| Rapid Bucarest            | 4 - 2      | Leonida București           |
| Venus București           | 4 - 2      | CFR București Triaj         |
| Metrom Brașov             | 1 - 7      | Sportul Studentesc Bucarest |
| Juventus București        | 4 - 1      | Lafayette București         |
| Carmen București          | 3 - 2      | Olympia București           |
| Metalosport Călan         | 2 - 1      | Mica Brad                   |
| AS Constanța              | 2 - 3      | FC Ploiești                 |
| UM Cugir                  | 5 - 2      | Chinezul Timișoara          |
| Gloria CFR Galați         | 3 - 0 dts  | FC Brăila                   |
| Ateneul Tătărași Iași     | 5 - 10 dts | Franco Româna Brăila        |
| Jiul Petroșani            | 2 - 0      | UDR Reșița                  |
| Rapid Timișoara           | 5 - 2      | Gloria Arad                 |
| CFR Turnu-Severin         | 3 - 1      | FC Craiova                  |
| Crișana CFR Arad          | 4 - 2 dts  | Ripensia Timișoara          |
| Electrica Timișoara       | 2 - 1      | CFR Timișoara               |

## Ottavi di finale
Gli incontri si sono disputati tra il 20 e il 24 aprile 1941. Il Jiul Petroșani si ritira e perde 3-0 a tavolino
| Squadra 1            | Risultato | Squadra 2                   |
| -------------------- | --------- | --------------------------- |
| UM Cugir             | 1 - 3     | Juventus București          |
| Franco Româna Brăila | 0 - 3 dts | Unirea Tricolor București   |
| Venus București      | 3 - 2 dts | Sportul Studentesc Bucarest |
| Metalosport Călan    | 3 - 0     | Jiul Petroșani              |
| Gloria CFR Galați    | 0 - 3     | Rapid Bucarest              |
| FC Ploiești          | 1 - 0     | Carmen București            |
| CFR Turnu Severin    | 1 - 2     | Rapid Timișoara             |
| Crișana CFR Arad     | 2 - 1     | Electrica Timișoara         |

## Quarti di finale
Gli incontri si sono disputati il 22 e 25 maggio 1941
| Squadra 1                 | Risultato | Squadra 2          |
| ------------------------- | --------- | ------------------ |
| Rapid Timișoara           | 4 - 0     | FC Ploiești        |
| Rapid Bucarest            | 5 - 1     | Juventus București |
| Unirea Tricolor București | 6 - 0     | Metalosport Călan  |
| Venus București           | 3 - 0     | Crișana CFR Arad   |

## Semifinali
Gli incontri si sono disputati il 11 giugno 1941.
| Squadra 1                 | Risultato | Squadra 2       |
| ------------------------- | --------- | --------------- |
| Unirea Tricolor București | 4 - 1     | Rapid Timișoara |
| Venus București           | 2 - 4     | Rapid Bucarest  |

## Finale
Per la terza volta consecutiva si affrontano in finale due squadre della capitale e ancora una volta è il Rapid a vincere la coppa.
| Arbitro: | Mielu Petrescu (Bucarest) |

|                                                      |           |                                |
| Florian Radu 4’ Iuliu Baratky 48’ Ion Bogdan 49’ 52’ | Marcatori | 31’ 55’ 75’ Theodoru Cricitoiu |